# Kemlower See
Der Kemlower See ist ein See im Ortsteil Alt Sammit von Krakow am See im Landkreis Rostock in Mecklenburg-Vorpommern. Er befindet sich vollständig im Naturpark Nossentiner/Schwinzer Heide.
Der See liegt unmittelbar südlich des Krakower Ortsteils Alt Sammit zwischen dem Galgenberg (65 m ü. NHN) und dem Schleusenberg (63 m ü. NHN). Östlich des Kemlower Sees befinden sich der Langsee, der Alte Dorfsee und der Derliener See.
Das Gewässer besitzt eine Größe von 8,5 Hektar bei einem Umfang von 1,45 Kilometern. Der längliche See macht im Süden einen Knick in Richtung Osten, sodass eine kleine Landzunge in den See hineinragt. Im Süden schließt sich eine Waldfläche an.